# رافائيل سانشيث فيرلوسيو
رافائيل سانشيث فيرلوسيو (بالإسبانية: Rafael Sánchez Ferlosio)‏ (بالإسبانية: Rafael Sánchez Ferlosio) روائي وكاتب مقال وفقيه لغوي إسباني ولد في روما، 4 ديسمبر 1927. وينتمي فيرلوسيو إلى ما يسمى بجيل الخمسينات - أطفال الحرب - ،وقد حصل على العديد من الجوائز، ومن أهمها جائزة ثيربانتس عام 2004  والجائزة الوطنية للآداب عام 2009  وجائزة نادال عام 1955. ونال فيرلوسيو شهرته الواسعة عن أعماله الروائية نهر الخاراما وصولات وجولات ألفانوي.

## السيرة الذاتية

### نشأته
رافائيل سانشيث فيرلوسيو هو ابن الكاتب الإسباني وأحد أهم المنظرين الأساسين للتيار السياسي الفلانجيون رافائيل سانشيث ماثاس الذي عمل مراسلا لصحيفة أبسى الإسبانية اليومية، وأخو الفيلسوف ميجيل سانشيث ماثاس فيرلوسيو والمغني والشاعر تشتيكو سانشيث فيرلوسيو. وقد ولد رافائيل لأمه الإيطالية ليلينا فيرلوسيو في روما عام 1927. وقد درس رافائيل في المدرسة اليسوعية فيلافرانكا دي لوس باروس، ثم تخصص لاحقا في فقه اللغة في كلية الفلسفة والآداب بجامعة كمبلوتنسي بمدريد إلى أن حصل على درجة الدكتوراه من الجامعة ذاتها. وفي عام 1950 قام بخطبة الكاتبة الإسبانية كارمن مارتين جايتي، والتي كان قد تعرف عليها في الجامعة، وتزوجا في أكتوبر عام 1953 إلى أن انفصلا بطريقة ودية عام 1970. وكانت مارتا التي توفيت عام 1985 في عمر 29 هي نتيجة زواجهما.
كان فيرلوسيو عضوًا بالمجمع اللُغوي في مدريد، جنبًا إلى جنب مع بيكتور سانشيث دي ثابالا، كارلوس بييرا، أجوستين جارثيا كلابو وإيزابيل ياثير. تعاون فيرلوسيو مع كتاب آخرين مثل إجناسيو ألديكوا وخيسوس فيرنانديث سانتوس وكارمن مارتين جايتي وألفونسو ساستري في تأسيس المجلة الإسبانية. ويشتركون جميعهم في المذهب الواقعي الذي استمد سمات ملحوظة من الواقعية الإيطالية الحديثة. وبالمثل، فقد تعاون مع العديد من الصحف مثل أريبا وأبسي ودياريو 16 والباييس، ومجلات أخرى مثل الأوروجاييو ومجلة إسبانوأمريكانوس ومجلة الإوكسيدنتي. وقد حصل من خلالهما على العديد من الجوائز الصحفية مثل جائزة فرانثيسكو ثيروثيدو للصحافة لدفاعه عن حرية التعبير (1983) وجائزة مجتمع مدريد (1991) وجائزة ماريانو دي كابيا للصحافة (2002).

## مسيرته الأدبية
ألف فيرلوسيو مجموعة من الفن القصصي مثل: والقلب الدافىء 1961 والأسنان والبارود وفبراير 1961. وابتعد الكاتب عن الكتابة القصصية لفترة طويلة، واقتصرت مساهماته في هذه المرحلة على عمله الصحفي وكتاباته المقالية. وكانت أول كتاباته مقالة أشخاص وحيوانات في حفلة. ثم عاود نشاطه الإبداعي في الفن القصصي برواية شهادة يارفث 1986، وهي قصة طويلة تنتهي بنهاية مفتوحة عن حضارة في أرض خيالية، بمناطق تخيلية وأسطورية ما بين ألكالا دي إينارس وتيتولسيا ومدريد. يشار إلى أن مجلدي أسابيع الحديقة 1974، والذي يحمل عنوانًا مستوحيًا من رواية ثيربانتس التي لم يكتبها ويطرح فيها تحليلًا علميًا عن التقنيات السردية بمختلف أنواعها. ويمثل الكتاب نموذجًا للمنهج النقدي لفيرلوسيو في الكتابة الإبداعية. وكانت آخر أعماله مجموعة من المقالات مثل تلك الجزر الهندية الملعونة والخاطئة 1994، الروح والعار 2000، ابنة الحرب وأم الوطن 2002، حيث يتناول مختلف القضايا التي يمكن فحصها من جوانب عدة، من منظور العولمة إلى سوق العمل، من التسويق إلى الإعلان، مرورًا بثقافة الترفيه المربحة. وكانت آخر أعماله مجموعته القصصية الخيكو 2005. وحصل فيرلوسيو على العديد من الجوائز، من أهمها جائزة ثيربانتس عام 2004، والجائزة الوطنية للآداب عام 2009، والجائزة الوطنية للمقال 1994، وجائزة النقد الروائي الإسباني 1957، وجائزة نادال عام 1955.

### نهر الخاراماوصولات وجولات ألفانوي
رواية نهر الخاراما (1955) هي عمله الأكثر شهرة وواحدة من الأعمال الأكثر أهمية في تاريخ الأدب الإسباني فيما بعد الحرب الأهلية الإسبانية. وهي رواية ذات طابع واقعي، حازت جائزتي نادال عام 1955 والنقد الروائي الإسباني عام 1957. فيما تعد روايته الأولى صولات وجولات ألفانوي (1951) حكاية سردية ذات طابع فانتازي سحري. تتناول الرواية قصة طفل تم طرده من المدرسة لكتابته بأبجدية غير مفهومة والذي يقوم بمحاكاة واقعه الخاص ببعض الصولات الغريبة التي تنأى به عن الحياة الروتينية وتنجيه من العقاب المنتظر.

### أعماله الأدبية
- ''صولات وجولات ألفانوي'' (1951)

- ''نهر الخاراما'' (1955) وحازت (جائزة نادال) و(جائزة النقد الروائي الإسباني)

- القلب الدافيء (1961)

- الأسنان والبارود وفبراير (1961)

- أسابيع الحديقة (1974)

- حينما لا تتغير الألهة، لا تتغير الأشياء (1986)

- شهادة يارفث (1986)

- حقل مارتا 1. الجيش الوطني (1986)

- عظة الفأر (1986)

- مقالات (الجزء الأول والثاني) (1992)

## جوائز
- جائزة نادال عن روايته الخاراما (1955) [11]
- جائزة النقد الروائي الإسباني عن روايته الخاراما (1957) [12]
- جائزة فرانثيسكو ثيروثيدو للصحافة لدفاعه عن حرية التعبير (1983)[13]
- جائزة المجتمع المدريدي (1991)[14]
- الجائزة الوطنية للمقال عن كتابه ستأتي سنوان سيئة أخرى وسوف تجعلنا أكِفاء (1994)[15]
- جائزة مدينة برشلونة (1994) [16]
- جائزة ماريانو دي كابيا عن عمله في الصحافة (2002) [17]
- جائزة إكستريمادورا للإبداع (2003) [18]
- جائزة ثيرفانتس عن كل أعماله (2004)[19]
- الجائزة الوطنية للآداب الإسبانية تقديرا لمسيرته المهنية (2009) [20]

## وصلات خارجية
- رافائيل سانشيث فيرلوسيو على موقع IMDb (الإنجليزية)
- رافائيل سانشيث فيرلوسيو على موقع الموسوعة البريطانية (الإنجليزية)

- مقابلة مع رافائيل سانشيث فيرلوسيو عام 1987